# Ильдус (Башкортостан)
Ильдус (баш. Илдус) — деревня в Дюртюлинском районе Республики Башкортостан Российской Федерации. Входит в состав Старобаишевского сельсовета. 

## География

### Географическое положение
Расстояние до:
- районного центра (Дюртюли): 28 км,
- центра сельсовета (Старобаишево): 8 км,
- ближайшей ж/д станции (Уфа): 151 км.

## Население
| 2002 | 2009 | 2010 |
| ---- | ---- | ---- |
| 46   | ↘43  | ↘41  |

Согласно переписи 2002 года, преобладающая национальность — башкиры (87 %).